# 南京人口管理干部学院
南京人口管理干部学院，是1980年到2013年存在于江苏省南京市的一所公办综合性普通高等院校，主要研究人口科学。
2013年3月，南京人口管理干部学院并入南京邮电大学。
学院拥有校本部（南京城东玄武湖畔）和分校区（南京东郊沧波门）。

## 历史
- 1980年，在联合国人口基金支持下，成立南京计划生育干部培训中心，由国家计划生育委员会直属。
- 1984年，更名南京计划生育管理干部学院。
- 1991年，更名南京人口管理干部学院。
- 2001年，根据国务院相关规定，该校划归江苏省南京师范大学，实行国家计划生育委员会和江苏省共建，江苏省教育厅主管的管理体制。
- 2013年7月，南京人口管理干部学院并入南京邮电大学。

## 专业设置
- 人口经济系
- 公共管理系
- 社会工作系
- 信息科学系
- 工商管理系
- 外语系
- 基础部
- 人口健康研究所